# Marion Faustino Ah Tong
Marion Faustino Ah Tong (* 1. April 2000 in Apia) ist ein samoanischer Boxer. Er trat bei den Olympischen Sommerspielen 2020 in Tokio an.

## Karriere

### Amateur-Boxen
Ah Tong lebt in Australien. Durch die COVID-19-Pandemie war es nicht möglich, dass Ah Tong im Vorfeld der Olympischen Spiele an internationalen Wettkämpfen teilnehmen konnte. Bei den Olympischen Sommerspielen 2020 trat er im Wettkampf des Weltergewicht an. Er kam auf Platz 17 und schied im Kampf gegen Stephen Zimba aus Sambia aus.
Am 14. Juli 2022 wurde er als Teil des samoanischen Teams für die Commonwealth Games 2022 in Birmingham ausgewählt.

### Profi-Karriere
Ah Tong hatte sein professionelles Box-Debüt am 25. November 2022 im Faleata Sports Complex in Apia, Samoa. Ato Plodzicki-Faoagali hatte bei dem Event ebenfalls seinen ersten Profiauftritt. Ah Tong trat gegen den fidschianischen Boxer Ratu Rakuro (Rakuro Daunivavana) an. Ah Tong gewann den Kampf aufgrund einstimmiger Entscheidung.